# شهرام لاسمی
شهرام لاسمی (زادهٔ ۲۶ آذر ۱۳۴۳) بازیگر ایرانی است که به خاطر ایفای نقش شخصیت تلویزیونی قلقلی شناخته می‌شود.
اولین بازی او در ۲۱ سالگی به توصیه فریماه فرهی در برنامه‌ای به‌نام بازی، شادی، تماشا بود. وی کار هنری را از تئاتر تلویزیونی رؤیاهای احتکار السلطان آغاز کرد و بعد از بازی دَر چند نمایش تلویزیونی، برای بازی دَر برنامه روتین خردسالان بازی، شادی، تماشا به گروهِ کودک و نوجوان شبکه ۲ دعوت شد.
در مرداد ۱۴۰۴ لاسمی در گفت‌وگویی با مجید واشقانی از دشواری‌های دوران کودکی و نوجوانی خود سخن گفت. او توضیح داد که پس از جدایی والدینش، مادرش او را تحت فشار اقتصادی و عاطفی قرار می‌داد و حتی تهدید می‌کرد که اگر درآمد خود را به او نسپارد، اجازهٔ ورود به خانه را نخواهد داشت. لاسمی در زمان وقوع انقلاب اسلامی ایران در سال ۱۳۵۷ نوجوانی ۱۴ ساله بود. او فضای خانه در همان دوره را فضایی آکنده از بحران توصیف کرد؛ بحرانی که به گفتهٔ او نه تنها در خانواده‌اش بلکه در محیط اجتماعی پیرامونش نیز مشهود بود. او همچنین افزود که حتی در دوران اوج شهرت نیز در فقر زندگی می‌کرد و زندگی مشترک خود را با همسرش در اتاقی کوچک در جنوب تهران آغاز کرده‌است.

## فیلم‌شناسی
- شنگول و منگول (۱۳۶۸)
- اتل متل توتوله (۱۳۷۰)
- سه مرد عامی (۱۳۷۲)
- سندباد و سارا (۱۳۹۳)
- شهر اردیبهشت (۱۳۹۶)